# Regravações
Regravações é um álbum de estúdio lançado em 2009 que contém regravações de vários artistas de músicas famosas.

## História
Gravado em 2008 no estúdio Nas Nuvens por vários artistas de bandas famosas com regravações de músicas importantes durante esses 5 anos. contém 20 faixas em cada álbum.o álbum contém sobras de músicas deixadas de fora da lista de escolha das músicas para entrarem no álbum, ele estava previsto para conter mais de 50 músicas, mas a gravadora decidiu deixar de fora algumas e entrarem essas.

## Faixas
1. "Pingos de Amor — Kid Abelha (Paulo Diniz) — 3:20
2. "Lanterna dos Afogados" — Roberto Carlos (Herbert Vianna) — 03:11
3. "Um Certo Alguém" — Titãs (Lulu Santos) — 3:21
4. "Musica Urbana" — Caetano Veloso (Capital Inicial) — 3:30
5. "Múmias" — Dinho Ouro Preto (Biquini Cavadão) — 3:27
6. "Eduardo e Monica" — Leo Jaime (Legião Urbana) — 3:31
7. "Baader-Meinhof Blues" — Raimundos (Legião Urbana)
8. "Envelheço na Cidade" — Edgard Scandurra (Ira!)
9. "Detalhes" — Fabio Jr. (Roberto Carlos)
10. "Não vou Ficar" — Elza Soares (Tim Maia)
11. "Como eu Quero" — Kelly Key (Kid Abelha)
12. "Índios" — Leo Jaime (Legião Urbana)
13. "A Vida Não Presta" — Papas da Língua (Leo Jaime)
14. "Lucy In The Sky With Diamonds" — Ritchie (Beatles)
15. "Por Enquanto" — Cássia Eller (Legião Urbana)
16. "One" — Ritchie (U2)
17. "De Que Vale Tudo Isso" — João Gilberto (Roberto Carlos)
18. "Resposta" — Nando Reis (Skank)
19. "Coroné Antonio Bento" — Seu Jorge (Tim Maia)
20. "Tudo Azul" — Skank (Lulu Santos)</small